# Empecamenta matabelena
Empecamenta matabelena är en skalbaggsart som beskrevs av Louis Albert Péringuey 1904. Empecamenta matabelena ingår i släktet Empecamenta och familjen Melolonthidae. Inga underarter finns listade i Catalogue of Life.